# 下中島村 (兵庫県)
下中島村（しもなかしまむら）は、兵庫県飾磨郡にあった村。概ね現在の姫路市飾磨区中島にあたる。

## 地理
- 河川 ： 市川、野田川

## 歴史
- 1894年（明治27年）4月1日 - 飾東郡高浜村の一部（大字下中島）が分立して発足。治水等の関係で独立。
- 1896年（明治29年）4月1日 - 所属郡が飾磨郡に変更。
- 1919年（大正8年）4月1日 - 飾磨町に編入。同日下中島村廃止。

## 交通

### 鉄道路線
現在は旧村域を山陽電気鉄道本線が通過するが、当時は未開業。